# Francis Perrin
Francis Perrin (Parigi, 17 agosto 1901 – Parigi, 4 luglio 1992) è stato un fisico francese.
Figlio di Jean-Baptiste Perrin, fu alto commissario per l'energia atomica francese dal 1951 al 1970. Fondamentali i suoi lavori sulle reazioni nucleari a catena.